# Гияр, Брис
Брис Гияр (фр. Brice Guyart, р.15 марта 1981) — французский фехтовальщик-рапирист, чемпион мира, Европы и Олимпийских игр.

## Биография
Родился в 1981 году в Сюрене. В 2000 году стал чемпионом Олимпийских игр в Сиднее в командном первенстве, а в личном первенстве был 27-м. В 2001 году завоевал золотую и бронзовую медали чемпионата мира. В 2002 году стал серебряным призёром чемпионата мира. В 2003 году завоевал бронзовую медаль чемпионата мира. В 2004 году стал чемпионом Олимпийских играх в Афинах в личном первенстве, а в командном французские рапиристы стали там лишь 5-ми. В 2005 году вновь стал чемпионом мира. В 2006 году стал обладателем золотой и бронзовой медалей чемпионата Европы. В 2007 году в третий раз стал чемпионом мира. В 2008 году принял участие в Олимпийских играх в Пекине, но стал лишь 13-м в личном первенстве. В 2011 году стал обладателем серебряных медалей чемпионатов мира и Европы. В 2012 году вновь получил серебряную медаль чемпионата Европы.